# Henry Wheaton

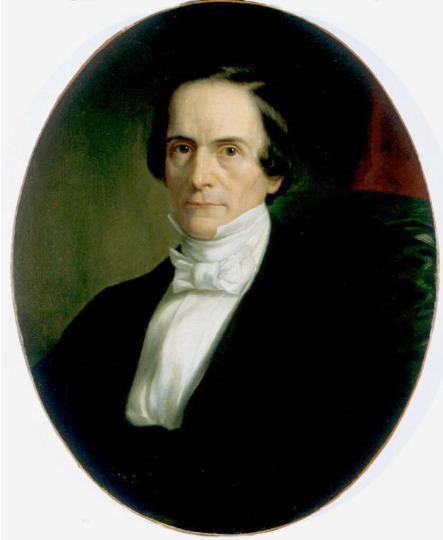
Henry Wheaton (Gemälde von George Healy)

Henry Wheaton (* 27. November 1785 in Providence, Rhode Island; † 11. März 1848 in Dorchester, Massachusetts) war ein US-amerikanischer Politiker, Diplomat und Schriftsteller.

## Leben
Henry Wheaton graduierte 1802 an der Brown University (damals Rhode Island College) in Providence, wo er Rechtswissenschaft studierte, was er von 1805 bis 1806 in Frankreich, Holland und England fortsetzte. Nach seiner Rückkehr in die USA wurde er Anwalt in Rhode Island, später in New York. Er schrieb für den “National Advocate,” eine Tageszeitung, über die Frage der Neutralitätsrechte, die während des Krieges mit Großbritannien aufgekommen war. 1812 war er kurzzeitig Mitglied des Seegerichts in New York. Hier veröffentlichte er 1815 sein Buch Digest of the Law of Maritime Captures or Prizes, das in Wirklichkeit eine Beschreibung des Rechts der Nationen war, wie es zu der damaligen Zeit angewandt wurde. Etwa zu der gleichen Zeit schrieb er “An Essay on the Means of maintaining the Commercial and Naval Interests of the United States.”
Ab 1816 arbeitete er im Obersten Gerichtshof (United States Supreme Court) in Washington, D.C. als Reporter of Decisions wo er alle Entscheidungen, die dort getroffen wurden, sammelte. Seine Berichte erreichten 12 Bände und waren weitgehend kommentiert. Er erreichte dadurch höchste Autorität. Die Entscheidung des Obersten Gerichtshofs gab er heraus unter dem Titel: Digest of the Decisions of the Supreme Court of the United States, 1789-1829 (2 vols. 8vo, New York, 1821-'9). Während dieser Zeitspanne schrieb er auch beständig Beiträge für die “American Quarterly” sowie die “North American Review.” Seine Jubiläumsansprache 1820 vor der Historischen Gesellschaft von New York über die Wissenschaft von Öffentlichem oder Internationalem Gesetz (“Science of Public or International Law”) enthält bereits den Keim seiner Arbeit über "The law of nations".
1821 war er Mitglied des Verfassungskonvents von New York; zwei Jahre später wurde er ins Repräsentantenhaus des Staates, die New York State Assembly, gewählt. 1824 stiftete er in New York das Athenäum, ein öffentliches literarisches Institut, und 1826 beteiligte er sich an der Abfassung eines privatrechtlichen Gesetzbuchs für den Staat New York. 1827 wurde er als erster amerikanischer Gesandter nach Kopenhagen geschickt und widmete sich während seines mehrjährigen Aufenthalts dem Studium der skandinavischen Sprachen, Geschichte und Altertümer, die in seinen Werken "History of the Northmen or Danes and Normans" (Lond. 1831, franz. 1844) erschien. Nach mehrfachen Reisen nach Frankreich, England und Deutschland kehrte er 1834 in die USA zurück, ging aber 1835 wieder als Gesandter nach Berlin, namentlich um mit dem Deutschen Zollverein zu verhandeln.
1836 erschienen seine Elements of international law in zwei Ausgaben, eine wurde in Philadelphia gedruckt und die zweite in London, die ihn auf Anhieb als Kapazität für Internationales Recht auswies. Eine dritte wurde 1846 in Philadelphia herausgegeben. 1848 wurde eine französische Ausgabe seines Werkes in Leipzig und Paris gedruckt und 1853 eine zweite Auflage in französischer Sprache, ebenfalls gedruckt in Leipzig und Paris. 1857 erfolgte eine Ausgabe in Englisch, welche die sechste genannt wurde und auf Wunsch der Familie Wheaton von William Beach Lawrence herausgegeben und in Boston gedruckt wurde. Eine zweite Ausgabe, ebenfalls von L. B. Lauwrence herausgegeben, erschien 1863. Die nächste Auflage erschien 1864, übersetzt in Chinesisch und wurde im Auftrag der Chinesische Regierung ausgeführt.
(8. Aufl. von Dana, Boston 1866; auch hrsg. von Boyd, Lond. 1880; in franz. Bearbeitung, 5. Aufl., Leipz 1874, 2 Bde.)
1845 folgte die erweiterte History of the law of nations. Das gleiche Thema behandelt die Preisschrift Histoire des progres du droit des gens en Europe et en Amerique depuis la paix de Westphalie (Leipzig 1841; 4. Aufl., das. 1865, 2 Bde.).
1846 wurde er von seinem diplomatischen Posten abberufen und wurde Lehrer für Internationales Recht an der Harvard Law School, einer Fakultät der Harvard University. Seit 1843 war er Ehrenmitglied der Preußischen Akademie der Wissenschaften.

## Werke
- Elements of International Law ISBN 0-306-70206-1 (englisch)
- Enquiry into the Validity of the British Claim to a Right of Visitation and Search of the American Vessels Suspected to be Engaged in the African Slave Trade ISBN 0-8371-2072-1  (englisch)
- Bücher von Henry Wheaton im Internet Archive
- Online Books by Henry Wheaton (1785–1848) Zusammenstellung der University of Pennsylvania